# Luty 2014

## 28 lutego
- Niemiec Eric Frenzel zapewnił sobie triumf w klasyfikacji generalnej pucharu świata w kombinacji norweskiej. (SportoweFakty.pl)

## 25 lutego
- Zmarł hiszpański gitarzysta flamenco Paco de Lucía. (wyborcza.pl)

## 23 lutego
- Zakończyły się rozegrane w Soczi zimowe igrzyska olimpijskie. (sochi2014.com)

## 20 lutego
- Ukraina:
  - W Kijowie doszło do najkrwawszego do tej pory dnia antyprezydenckich protestów. Były dziesiątki zabitych, głównie z broni palnej. (Rzeczpospolita)
- Do zaostrzenia antyrządowych protestów doszło w Wenezueli. W zamożnych dzielnicach Caracas młodzi ludzie bronili barykad przed policją przy użyciu koktajli Mołotowa. (TVN24)

## 18 lutego
- Ukraina:
  - W Kijowie po zablokowaniu wniosku deputowanych opozycji o powrót do konstytucji z 2004 roku oraz powstrzymaniu marszu na parlament doszło do radykalizacji protestów przeciw Wiktorowi Janukowyczowi. Następnie doszło do szturmu Berkutu, który stopniowo przejmował barykady i ulice zajęte przez Euromajdan a później szturmował Majdan. W starciach ulicznych było wielu zabitych i rannych po obu stronach. (Tygodnik Powszechny)
  - W obwodzie lwowskim przejęcie władzy ogłosiła opozycyjna Rada Narodowa. (Kresy24)

## 16 lutego
- Po raz 67. wręczono nagrody Brytyjskiej Akademii Filmowej (BAFTA). Za najlepszy film uznano Zniewolonego (tytuł oryginalny: 12 Years a Slave).
- Kenijka Florence Kiplagat ustanowiła w Barcelonie rekord świata w półmaratonie – 1:05:12. (SportoweFakty.pl)
- W Meczu Gwiazd ligi NBA Wschód pokonał Zachód 163:155. Najbardziej wartościowym graczem meczu wybrany został Kyrie Irving z Cleveland Cavaliers. (Sport.pl)

## 15 lutego
- Francuz Renaud Lavillenie podczas mityngu w Doniecku ustanowił wynikiem 6,16 m halowy rekord świata w skoku o tyczce poprawiając o 1 centymetr rezultat Serhija Bubki. (sports.fr)

## 10 lutego
- 21 bojowników, w tym niedoszły zamachowiec-samobójca, zginęło w przedwczesnym wybuchu samochodu-pułapki, gdy ten był przygotowywany w obozie bojowników na północy Bagdadu. Tego samego dnia w Mosulu śmierci w zamachu uniknął sunnicki przewodniczący irackiej Rady Reprezentantów Osama al-Nujaifi. (AFP)
- Trwały antyrządowe protesty w Bośni i Hercegowinie. (TVN24)
- Zimowe Igrzyska Olimpijskie: 
  - Mistrzami olimpijskimi zostali: austriacka narciarka alpejska Maria Höfl-Riesch, francuski biathlonista Martin Fourcade, Kanadyjczycy Alex Bilodeau w narciarstwie dowolnym i Charles Hamelin w short tracku (łyżwiarstwo na krótkim torze), a także holenderski łyżwiarz szybki Michel Mulder.

## 9 lutego
- W referendum w Szwajcarii obywatele opowiedzieli się za ograniczeniem imigracji. (onet.pl)
- Zimowe Igrzyska Olimpijskie: 
  - W rozgrywanym po raz pierwszy na igrzyskach zawodach drużynowych w łyżwiarstwie figurowym zwyciężyła reprezentacja Rosji.
  - Anastasija Kuźmina jako pierwsza biathlonistka w historii igrzysk olimpijskich obroniła złoty medal.
  - Mistrzami olimpijskimi zostali także: austriacki alpejczyk Matthias Mayer, amerykańska snowboardzistka Jamie Anderson, szwajcarski biegacz Dario Cologna, holenderska łyżwiarka Ireen Wüst, niemiecki saneczkarz Felix Loch oraz polski skoczek narciarski Kamil Stoch.

## 8 lutego
- Zimowe Igrzyska Olimpijskie: 
  - Norweg Ole Einar Bjørndalen po raz trzeci zwyciężył na igrzyskach w biathlonowym sprincie. Był to jego 12. medal olimpijski w karierze, czym wyrównał rekord swojego rodaka, biegacza Bjørna Dæhlie (BBC News).
  - Mistrzami olimpijskimi zostali także: amerykański snowboardzista Sage Kotsenburg, norweska biegaczka Marit Bjørgen, holenderski łyżwiarz Sven Kramer i kanadyjska narciarka Justine Dufour-Lapointe.

## 7 lutego
- Zamieszki w Bośni i Hercegowinie: protestujący podpalili budynek administracji prezydenckiej w Sarajewie i ratusze w Sarajewie i Tuzli. (Wyborcza.pl)
- W rosyjskim Soczi odbyła się ceremonia otwarcia Zimowych Igrzysk Olimpijskich 2014. (SportoweFakty.pl)

## 6 lutego
- Podczas halowego mityngu lekkoatletycznego XL Galan w Sztokholmie Etiopka Genzebe Dibaba ustanowiła wynikiem 8:16,60 halowy rekord świata w biegu na 3000 metrów. (SportoweFakty.pl)

## 4 lutego
- Szkocki Parlament stosunkiem głosów 105:18 przyjął ustawę o małżeństwach i związkach partnerskich (Marriage and Civil Partnership Bill) legalizującą małżeństwa osób tej samej płci, tak jak stało się to rok wcześniej w Anglii i Walii. Ustawa miała poparcie szkockiego rządu, sprzeciwiały jej się dwa główne kościoły Szkocji. (BBC News, Money.pl)
- W Tuzli rozpoczęły się gwałtowne protesty antyrządowe, które następnie objęły inne miasta Bośni i Hercegowiny. (Wyborcza.pl)
- W wieku 60 lat zmarł Tadeusz Mosz, dziennikarz, prezenter telewizyjny i publicysta ekonomiczny. (Gazeta.pl, Onet.pl, tvn24.pl)

## 2 lutego
- Wojsko filipińskie ogłosiło zakończenie operacji pod kryptonimem "Czarny Koń" (ang. Operation Darkhorse, fil. Oplan Darkhorse) przeciw rebeliantom z ruchu Islamskich Bojowników o Wolność Bangsamoro. (Archive.is)
- W 48. meczu o mistrzostwo zawodowej ligi futbolu amerykańskiego NFL Super Bowl Seattle Seahawks pokonali Denver Broncos 43:8 (22:0 do przerwy). (NFL, Głos Wielkopolski)
- W wieku 46 lat zmarł amerykański aktor Philip Seymour Hoffman. (Gazeta.pl)

## 1 lutego
- Podczas halowego mityngu lekkoatletycznego International Hallen Meeting Karlsruhe Etiopka Genzebe Dibaba ustanowiła wynikiem 3:55,17 halowy rekord świata w biegu na 1500 metrów. (lequipe.fr)